# Fanny Cadeo
Fanny Cadeo, all'anagrafe Stefania Cadeo (Lavagna, 11 settembre 1970), è un'attrice, personaggio televisivo, cantante, modella e conduttrice radiofonica italiana.

## Biografia
Prima di entrare nel mondo dello spettacolo, consegue il diploma al liceo linguistico "Santa Marta" di Chiavari, e frequenta vari corsi di canto e di danza jazz e moderna. Esordisce in televisione come velina di Striscia la notizia nel 1992 (edizioni 1992, 1994) e negli stessi anni posa, anche nuda, per numerose riviste. Partecipa a diversi programmi all'estero, per esempio balla e canta in Hola Raffaella, un programma di Raffaella Carrà trasmesso in Spagna da TVE. Compare frequentemente come ospite di Thomas Gottschalk in Germania (1993 e 1994). Realizza diverse canzoni uscite su CD singoli, come la cover di Mambo italiano (1993), prodotta da Joe T Vannelli, e altri brani come I Want Your Love (1994) e Living in the Night (2000), prodotto da Max Moroldo e Roberto Santini.
Nel 1995 ha il suo primo ruolo da coprotagonista nel film western Trinità & Bambino... e adesso tocca a noi!, per la regia di E.B. Clucher, girato in Spagna. Sempre nel 1995, interpreta il ruolo di una cantante francese nel film di Luciano De Crescenzo, Croce e delizia. Nello stesso periodo è protagonista di puntata della fiction Racket con Michele Placido per la regia di Luigi Perelli. Nel 1996 è una delle protagoniste del film di Jerry Calà Gli inaffidabili. Nel 1997 è impegnata sul set della fiction Professione fantasma di Vittorio De Sisti e poi della fiction Tutti gli uomini sono uguali per la regia di Alessandro Capone. Appare in alcuni episodi di Un posto al sole e de La squadra su Rai 3. Continua ad alternare impegni come cinematografici a quelli televisivi (e successivamente a quelli teatrali e radiofonici) e nel 2000 è una delle conduttrici inviate nel programma Viaggi e donne, realizzato a Cuba per Rete 4; successivamente ricopre il ruolo di showgirl da Paolo Limiti per un breve periodo a Ci vediamo su Rai 1.
Nel 2001 partecipa al film, diretto da Diego Febbraro, Una milanese a Roma, e nel 2003 partecipa come protagonista al programma Stupido Hotel su Rai 2. Nello stesso anno entra a far parte del cast fisso di Buona Domenica; l'anno successivo è protagonista insieme a Laura Freddi e Claudio Lippi della sitcom Condominio per la regia di Beppe Recchia. Nel 2005 partecipa alle fiction per Rai 1 Il Grande Torino per la regia di Claudio Bonivento e Grandi domani per la regia di Vincenzo Terraciano. Sempre nel 2005 è impegnata a teatro accanto a Platinette in Passerelle polvere di stelle, per la regia di Mino Bellei (dopo la prima esperienza nel 1998 in Gocce di luna, per la regia di Armando Marra). Nel 2006, con una lunga tournée, è parte del cast Sex in the City, per la regia di Fabio Crisafi.
Un ruolo importante le viene affidato pure nella fiction Io e mamma, dove per la prima volta recitano insieme Amanda e Stefania Sandrelli per Canale 5 per la regia di Andrea Barzini (2007). Nel 2007 conduce con Raffaello Tonon SOS notte, un programma sperimentale sul digitale e web, sotto la direzione di Maurizio Costanzo. Nel 2009 e nel 2010 è conduttrice del Cercasapori su Rai 2, un programma di gastronomia. Nello stesso periodo è impegnata con i ragazzi di Amici di Maria De Filippi. Nel 2010 recita accanto a Antonio Giuliani in Rimanga tra noi, per la regia dello stesso Giuliani. È ancora protagonista a teatro nel musical Mi ritorni in mente accanto a Franco Oppini per la regia di Renato Giordano (2011). Nel 2012 torna a teatro nel ruolo di Porzia ne Il mercante di Venezia di Shakespeare, per la regia di Andrea Buscemi. Dal 2012 al 2014 ha lavorato per Radio 1 con L'Italia che va con Daniel Della Seta.

### Vita privata
Parla fluentemente in inglese, francese e tedesco.
Dal 2011 al 2016 è stata impegnata con l'imprenditore immobiliare Stefano Caviglia.
A dicembre 2024 sua figlia, Carol Cadeo, partecipa come concorrente alla terza edizione di The Voice Kids.

## Discografia parziale

### Album
- 2000 – Légende Personnelle

### EP
- 1993 – Mambo Italiano

### Singoli
- 1993 – What Is Love (Spanish Version) con MC & Co
- 1993 – Mia bocca
- 1993 – Another Chance con Ricky Wilson
- 1994 – I Want Your Love
- 1994 – Pècame
- 1995 – I Want Your Love (Summer Remix)
- 2000 – Living In The Night

## Filmografia

### Cinema
- Trinità & Bambino... e adesso tocca a noi!, regia di E.B. Clucher (1995)
- Croce e delizia, regia di Luciano De Crescenzo (1995)
- Gli inaffidabili, regia di Jerry Calà (1997)
- Una milanese a Roma, regia di Diego Febbraro (2001)
- Fatti della banda della Magliana, regia di Daniele Costantini (2005)
- Cose da pazzi, regia di Vincenzo Salemme (2005)
- Troppo belli, regia di Ugo Fabrizio Giordani (2005)

### Televisione
- Racket, regia di Luigi Perelli – miniserie TV (1997)
- Tutti gli uomini sono uguali – serie TV (1997)
- Un posto al sole – serie TV (1997)
- Professione fantasma – serie TV, 1 episodio (1998)[18]
- La squadra – serie TV (2000)
- Condominio – serie TV (2004)
- Il Grande Torino, regia di Claudio Bonivento – miniserie TV (2005)
- Grandi domani – serie TV (2005)
- Io e mamma – serie TV (2007)

## Teatro
- Gocce di luna, regia di Armando Marra
- Passerelle, regia di Mino Bellei
- Sex and City, regia di Fabio Crisafi
- Arrivederci e grazie, regia di Giancarlo Nanni
- Portami tante rose.it, regia di Marco Mattolini
- Rimanga tra noi, regia di Antonio Giuliani
- Mi ritorni in mente, regia di Renato Giordano
- Il mercante di Venezia di William Shakespeare, regia di Andrea Buscemi
- Mamma...ieri mi sposo, regia di Patrick Rossi Cataldi, con Sandra Milo e Gino Rivieccio[19]
- Ricette d'amore di Diego Ruiz, con Patrizia Pellegrino, Federica Cifola e Jane Alexander.
- Vis à vis di Cinzia Berni, con Francesca Nunzi, Milena Miconi e Jane Alexander
- I due cialtroni, testo e regia di Pier Francesco Pingitore, con Maurizio Martufello, Marco Marco Simeoli, Elena Ferrantini e Lucrezia Gallo (2024)

## Programmi televisivi
- Striscia la notizia (Canale 5, 1992-1994)
- Primatist Trophy (Odeon TV, anni '90)
- Maurizio Costanzo Show (Canale 5, 1993-1994, 1997)
- Eurotrash (Channel 4, 1999)[20]
- Donne e viaggi (Rete 4, 2000)
- Ci vediamo su Rai 1 (Rai 1, 2001)
- Stupido Hotel (Rai 2, 2003)
- Unomattina (Rai 1, 2003)
- Buona Domenica (Canale 5, 2004-2005)
- SOS notte (Alice Home TV, 2007)
- Follie rotolanti (Rai 2, 2008)
- Quelli che... il calcio (Rai 2, 2008)
- Venice Music Award (Rai 2, 2009)
- Cercasapori (Rai 2, 2009-2010)
- Amici di Maria De Filippi (Canale 5, 2009-2010)
- Premio Mogol (Rai 1, 2010)
- 10 stelle per Madre Teresa (Rai 1, 2010)
- L'anno che verrà (Rai 1, 2011)
- Torino Film Festival (Rai Movie, 2011)
- Lasciami cantare! (Rai 1, 2011)

## Radio
- Programma musicale anni '60 – '80, Rai Isoradio
- Il Cercasapori-SMS consumatori, Rai Isoradio
- Grazie dei fiori, Rai Isoradio
- L'Italia che va, Rai Radio 1

## Riconoscimenti
- Premio Massimo Troisi
  - 2012 – Premiazione presso Villa Bruno[21][22]